# Ель-Джифара (муніципалітет)
32°09′ пн. ш. 13°00′ сх. д. / 32.150° пн. ш. 13.000° сх. д.
Ель-Джифара (араб الجفارة‎) — муніципалітет в Лівії. Адміністративний центр — місто Ель-Азізія. Площа — 2 666 км². Населення — 453 198 осіб (2006).

## Географічне розташувння
На півночі і заході Ель-Джафара омивається водами Середземного моря. Усередині країни межує з такими муніципалітетами: Тарабулус (схід), Ель-Джабал-ель-Ґарбі (південь), Ез-Завія (захід).